# Apanteles naromae
Apanteles naromae är en stekelart som beskrevs av Jean Risbec 1951. Apanteles naromae ingår i släktet Apanteles och familjen bracksteklar. Inga underarter finns listade i Catalogue of Life.